# Feylinia macrolepis
Espèce
Feylinia macrolepis est une espèce de sauriens de la famille des Scincidae.

## Répartition
Cette espèce se rencontre en République du Congo et en République centrafricaine.

## Publication originale
- Boettger, 1887 : Diagnoses reptilium novorum ad ilI. viro Paul Hesse in finnibus fluminis Congo repetorum. Zoologischer Anzeiger, vol. 10, p. 649-651 (texte intégral).